# John Lee Hooker
John Lee Hooker (Clarksdale (Mississippi), 22 augustus 1917 - Los Altos (Californië), 21 juni 2001) was een invloedrijke Amerikaanse blueszanger, gitarist en songwriter die tijdens zijn leven verschillende soorten stijlen hanteerde. Hij geldt als een belangrijke vernieuwer van de blues. Bekende nummers van Hooker zijn onder andere Boom Boom en I'm in the Mood.

## Biografie
Hij werd geboren in Clarksdale, Mississippi in een muzikale familie, en was een neef van Earl Hooker.
Ook al stotterde hij in gewone gesprekken, wanneer hij zong, viel dat niet op. Zijn half-gesproken zangstijl werd zijn handelsmerk. Zijn muziek was ritmisch vrij, een eigenschap die teruggevonden wordt bij veel van de akoestische Delta Blues-muziek.
Aangetrokken door fabriekswerk verhuisde Hooker naar Detroit in 1943, waar hij zou blijven tot in 1969. Hij voelde zich perfect thuis in de nabijheid van de blues-saloons in Hastings Straat, dé plaats in Detroits oostkant voor entertainment voor zwarte burgers.
Hooker begon zijn carrière in 1948 met de hitsingle "Boogie Chillen", opgenomen in een studio nabij de Wayne State Universiteit. Hij voerde vooral solo liedjes uit; hij werd populair bij de blues-aficionados, folkfans uit de vroege jaren 60, en bekoorde ook het blanke publiek. Ook bood hij de jonge folkzanger Bob Dylan indertijd een aantal kansen.
In 1989 begon hij een groepssessie met een aantal muzikanten, onder wie Bonnie Raitt en Carlos Santana, om The Healer op te nemen - dat een Grammy won — een van de vele prijzen. Daarnaast werkte hij samen met onder anderen Miles Davis, Bonnie Raitt en Los Lobos. Hooker heeft ook verscheidene liedjes opgenomen met Van Morrison, zoals Never get out of these blues alive, The healing game en I cover the waterfront. Ook trad hij verscheidene keren op met Van Morrison, waarvan sommige nummers op het live-album A night in San Francisco te vinden zijn.
John Lee Hooker heeft gedurende zijn leven meer dan 100 albums opgenomen. De laatste jaren van zijn leven vertoefde hij rond de baai van San Francisco, in Californië, waar hij een nachtclub toestemming had gegeven om de naam Boom Boom Room te gebruiken, naar een van z'n hits.
Hookers laatste opname vond plaats met de Italiaanse zanger Zucchero in de lente van 2001. Voor diens nummer "Ali D'Oro" (lett. Gouden Vleugels), van het album Shake, zong de bluesman nog het refrein in: "I lay down with an angel."
Hooker werd ziek vlak voor hij aan een tour door Europa wilde beginnen, in 2001. Hij stierf niet lang daarna op 83-jarige leeftijd. Hooker liet acht kinderen, negentien kleinkinderen en vele achterkleinkinderen na.

## Stijl
Hoewel John Lee Hooker een belangrijk deel van zijn carrière woonde en werkte in Detroit, wordt hij niet meteen geassocieerd met de Chicago-stijl die lang de muziekscene in de grote noordelijke steden van de VS domineerde. Hooker staat vooral bekend als pregnant vertolker van een aantal zuidelijke bluesstijlen, beter bekend onder de verzamelnaam Delta-blues, met veel invloeden van country, folk en de zogeheten "front porch blues". Hookers gebruik van de elektrische gitaar - vaak een Epiphone, soms een Gibson of een Gretch - verbond op nog niet eerder vertoonde wijze de Delta blues met de sterk opkomende naoorlogse niet louter meer akoestisch geïnspireerde blues.

## Invloed op andere artiesten
Hookers songs zijn in een halve eeuw tijd honderden keren gecoverd door bands en individuele musici, van The White Stripes, MC5, The Doors, George Thorogood, Jimi Hendrix, Led Zeppelin, AC/DC, Van Morrison, The Yardbirds, The Animals, ZZ Top, R.L. Burnside en The J. Geils Band tot en met The Rolling Stones, Eric Clapton en The Jon Spencer Blues Explosion.

## Citaten
"It don't take me no three days to record no album." (bij het opnemen van het dubbele album Hooker 'N Heat met Canned Heat.)

## Discografie

### Albums
- 1959 - Folk Blues
- 1959 - House Of The Blues
- 1959 - The Country Blues of John Lee Hooker
- 1960 - Blues Man
- 1960 - I'm John Lee Hooker
- 1960 - That's My Story
- 1960 - Travelin'
- 1961 - John Lee Hooker Sing The Blues
- 1961 - Plays And Sings The Blues
- 1961 - The Folk Lore of John Lee Hooker
- 1962 - Burnin'
- 1962 - Drifting the Blues
- 1962 - The Blues
- 1962 - Tupelo Blues
- 1963 - Don't Turn Me from Your Door: John Lee Hooker Sings His Blues
- 1964 - Burning Hell
- 1964 - Great Blues Sounds
- 1964 - I Want to Shout the Blues
- 1964 - The Big Soul of John Lee Hooker
- 1964 - The Great John Lee Hooker (Japan only)
- 1965 - Hooker & The Hogs
- 1966 - It Serves You Right to Suffer
- 1966 - The Real Folk Blues
- 1967 - Live at Cafè Au Go-Go
- 1967 - Urban Blues
- 1968 - Hooked on Blues
- 1969 - Get Back Home
- 1969 - If You Miss'Im I Got'Im
- 1969 - Simply The Truth
- 1969 - That's Where It's At!
- 1969 - Get Back Home (First Issue)
- 1970 - If You Miss 'Im...I Got 'Im
- 1970 - John Lee Hooker on the Waterfront
- 1970 - Moanin' and Stompin' Blues
- 1971 - Endless Boogie
- 1971 - Goin' Down Highway 51
- 1971 - Half A Stranger
- 1971 - Hooker'n'Heat/Infinite boogie
- 1971 - I Feel Good
- 1971 - Never Get Out Of These Blues Alive
- 1972 - Detroit Special
- 1972 - Live At Soledad Prison
- 1974 - Free Beer And Chicken
- 1974 - Mad Man Blues
- 1976 - Alone
- 1976 - In Person
- 1977 - Black Snake
- 1977 - Dusty Road
- 1978 - The Cream
- 1979 - Sad And Lonesome
- 1980 - Everybody Rockin'
- 1980 - Sittin' Here Thinkin'
- 1981 - Hooker 'n' Heat (Recorded Live at the Fox Venice Theatre)
- 1983 - Lonesome Mood
- 1987 - Jealous
- 1988 - Trouble Blues
- 1989 - Highway Of Blues
- 1989 - John Lee Hooker's 40th Anniversary Album
- 1989 - The Detroit Lion
- 1989 - The Healer
- 1990 - Don't You Remember Me
- 1991 - More Real Folk Blues: The Missing Album
- 1991 - Mr. Lucky
- 1992 - Boom Boom
- 1992 - This Is Hip
- 1992 - Urban Blues
- 1993 - Nothing But The Blues
- 1994 - King of the Boogie
- 1994 - Original Folk Blues...Plus
- 1994 - Dimples (Classic Blues)
- 1995 - Alternative Boogie: Early Studio Recordings, 1948-1952
- 1995 - Chill Out
- 1996 - Moanin' the Blues (Eclipse)
- 1996 - Alone: The First Concert
- 1997 - Don't Look Back
- 1997 - Alone: The Second Concert
- 1998 - Black Man Blues
- 2000 - On Campus
- 2001 - Concert at Newport
- 2001 - The Cream (Re-issue)
- 2001 - The Real Blues: Live in Houston 1979
- 2002 - Live At Newport
- 2003 - Face to Face
- 2003 - Burning Hell (Our World)
- 2003 - Rock With Me
- 2004 - Jack O' Diamonds: The 1949 Recordings

### Compilatiealbums
- 1974 - Mad Man Blues (Chess 1951-1966)
- 1989 - The Hook: 20 Years of Hits
- 1991 - Hobo Blues
- 1991 - The Chess Masters
- 1991 - The Complete Chess Folk Blues Sessions (The Real Folk Blues/More Real Folk Blues)
- 1991 - The Ultimate Collection 1948-1990
- 1992 - Best Of: 1965-1974
- 1992 - The Ultimate Collection (Universal)
- 1992 - The Vee-Jay Years, 1955 - 1964
- 1993 - Boom Boom (UK only)
- 1993 - The Legendary Modern Recordings 1948-1954
- 1994 - Blues Collection
- 1994 - John Lee Hooker (LaserLight)
- 1994 - The Early Years
- 1994 - Wandering Blues
- 1995 - The Very Best Of
- 1996 - Blues Legend
- 1996 - Live at Cafe au Go-Go (and Soledad Prison)
- 1997 - His Best Chess Sides
- 1997 - Live In Concert
- 1997 - The Essential Collection
- 1998 - The Best of Friends
- 1998 - The Complete 50's Chess Recordings
- 1999 - Best of John Lee Hooker: 20th Century Masters
- 1999 - This Is Hip [The Best Of]
- 2000 - The Definitive Collection
- 2001 - Born With The Blues
- 2001 - Gold Collection
- 2001 - Legendary Blues Recordings: John Lee Hooker
- 2002 - Blues Before Sunrise
- 2002 - The Complete - Vol. 1 [Body & Soul]
- 2002 - The Complete - Vol. 2 [Body & Soul]
- 2002 - The Complete - Vol. 3 [Body & Soul]
- 2002 - The Complete - Vol. 4 [Body & Soul]
- 2002 - The Real Folk Blues/More Real Folk Blues
- 2002 - Timeless Collection
- 2003 - Blues Kingpins
- 2003 - Boogie Man
- 2003 - Final Recordings, Vol. 1: Face to Face
- 2003 - The Collection 1948-52
- 2004 - Don't Look Back: Complete Blues
- 2004 - The Complete - Vol. 5 [Body & Soul]
- 2005 - The Complete - Vol. 6 [Body & Soul]

### NPO Radio 2 Top 2000
| Nummer met noteringen in de NPO Radio 2 Top 2000 | '10  | '11  | '12  | '13  | '14  |
| ------------------------------------------------ | ---- | ---- | ---- | ---- | ---- |
| The Healer (met Carlos Santana)                  | 1981 | 1860 | 1380 | 1347 | 1720 |

1. ↑  Een vetgedrukt getal geeft de hoogste notering aan.
2. ↑  2010 was het eerste jaar met een notering voor dit nummer.
3. ↑  Deze tabel is bijgewerkt tot en met de laatste editie (2024).

## Filmografie
Hooker verscheen en zong in The Blues Brothers (1980).

## Prijzen en eerbetoon
- Hooker heeft een ster op de Hollywood Walk of Fame.
- Hooker staat sinds de oprichting (1980) in de Blues Hall of Fame.
- Hooker staat sinds 1991 in de Rock and Roll Hall of Fame.
- Hooker staat twee maal in de lijst van "500 Songs that Shaped Rock and Roll" van de Rock and Roll Hall of Fame, met Boogie Chillen en Boom Boom.
- Hooker is opgenomen in de Mississippi Musicians Hall of Fame.